# Falling Down (canção de Duran Duran)
"Falling Down" é uma canção gravada pela banda britânica Duran Duran, produzida por Justin Timberlake com Timberlake adicionando backing vocal. Foi gravados em duas sessões, em Blueprint Studios, Manchester e Sarm Studios em Londres. É o primeiro single do último álbum de Duran Duran, Red Carpet Massacre de 2007 e foi enviada às rádios e como download no iTunes em 25 de Setembro de 2007. De acordo com o website oficial da banda, o single não foi lançado no CD nos Estados Unidos, pelo fato do declínio de seus singles nos EUA com o passar do tempo. Entranto, o single foi lançado no CD em muitos países da Europa. No Reino Unido foi lançado em 12 de Novembro de 2007, estreando na parada de singles no #52, fazendo com isso a segunda pior performance de singles da história de Duran Duran depois de "Someone Else Not Me".

## Paradas
Em 12 de Novembro o single estreou no #2 na parada de singles italiano.
| Tabela (2007)                              | Melhor posição |
| ------------------------------------------ | -------------- |
| Itália - Parada de Singles                 | 2              |
| Reino Unido - Parada de Singles            | 52             |
| Suíça - Parada de Singles                  | 60             |
| Billboard - Hot Adult Top 40 Airplay Chart | 25             |

## Pessoal adicional
- Justin Timberlake - Produtor, Backing vocais
- Jean-Marie Horvat - Mixador
- Dom Brown - Guitarra